# シロハラチュウシャクシギ
シロハラチュウシャクシギ（白腹中杓鷸、学名：Numenius tenuirostris）は、チドリ目シギ科に分類される鳥類の一種である。

## 分布
シベリアの中部から西部で繁殖し、冬季はアフリカ北部に渡り越冬する。
日本では、迷鳥として採集記録があるが、詳細は不明。

## 形態
体長約41cm。頭から体の上面は淡褐色で黒褐色の軸斑がある。下背から上尾筒は白く飛翔時には割合目立つ。胸から腹は白く胸と脇に黒い斑が連なっているが、斑はハート型に見えなくはない。

## 生態
世界的な希少種で、全世界での生息数は200-400羽とされていたが、減少が著しく絶滅が危惧されている。2007年時点において推定50羽。
かつて数少ない越冬地のひとつであったモロッコでは1994年に確認されたのが最後。1995年にイタリア南部で20羽が発見されたがその後の情報は不明。2024年11月18日に本種の絶滅が発表された。
ダイシャクシギとよく似た声で鳴く。